# Hampsjön, Småland
Hampsjön är en sjö i Emmaboda kommun i Småland och ingår i Hagbyåns huvudavrinningsområde.